# Paul Schruers
Paul Schruers (Hasselt, 25 oktober 1929 - aldaar, 25 augustus 2008) was een Belgisch bisschop. Hij was de tweede bisschop van het bisdom Hasselt van 1989 tot 2004.

## Biografie

### Leven

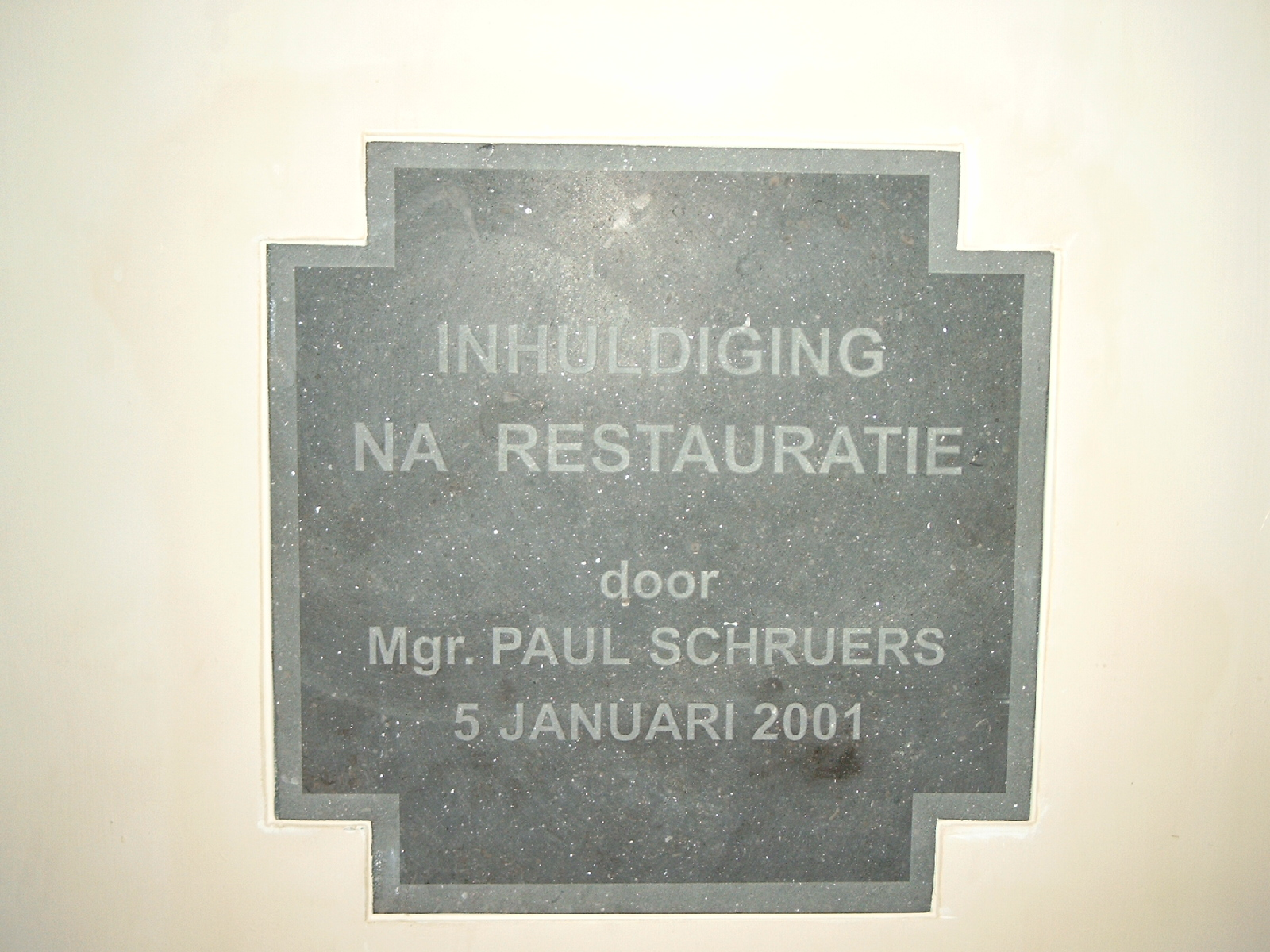
Kathedraal, Hasselt

Na zijn humaniorastudies aan het Sint-Jozefscollege te Hasselt vatte hij zijn priesterstudie aan te Sint-Truiden en te Luik. Hij werd priester gewijd in 1954. Aan de Katholieke Universiteit Leuven behaalde hij het diploma van kandidaat Wijsbegeerte en Letteren en het doctoraat in de Theologie. Van 1957 tot 1967 was hij professor aan het Grootseminarie te Luik waar hij dogmatiek doceerde. 

In 1967, bij de oprichting van het bisdom Hasselt, werd hij aangesteld tot vicaris-generaal. In 1970 werd hij hulpbisschop van het bisdom Hasselt en in 1972 werd hij coadjutor-bisschop van Mgr. Jozef Maria Heusschen. In die functie verzorgde hij de coördinatie van de geheelpastoraal in het bisdom Hasselt in al haar geledingen van raden, commissies, sociale en jeugdorganisaties. In 1989 werd hij door het ontslag van Mgr. Heusschen de tweede bisschop van Hasselt en koos als bisschopsleuze: "In medio nostri Christus" (In ons midden Christus). Op interdiocesaan vlak hield hij zich bezig met de missiepastoraal en de contacten met de sociale bewegingen. Hij was lid van de commissie Gaudium et Spes en de coördinatiecommissie van de bisschoppenconferentie. In die functies bezocht hij veelvuldig christelijke gemeenschappen in Afrika en Zuid-Amerika. In 2004 werd hij als bisschop opgevolgd door Mgr. Patrick Hoogmartens. Hij overleed na een beroerte in 2008.

Volgens zijn opvolger Mgr. Hoogmartens verliest Limburg met hem een icoon van menslievendheid en een geestelijke leider die het bisdom sterk gestuurd en diepgaand geleid heeft. Zijn geestelijke kijk op mens en samenleving heeft velen geïnspireerd om mee verantwoordelijkheid op te nemen in kerk en samenleving. Kardinaal Godfried Danneels herdacht de overledene met deze woorden: "Voor alle mensen die hij ontmoette, riep hij het beeld op van Christus als Goede Herder, zachtmoedig en nederig van hart".

Bisschop Schruers verzorgde talrijke publicaties rond het christen-zijn en schreef bezinningsteksten bij Schriftlezingen. Deze werken werden in vertaling uitgegeven. Daarbij was de bisschop in Limburg een sterk sociaal geëngageerd persoon die graag tussen de mensen was. Hij had een grote sociale bekommernis. Als geen ander kon hij luisteren en wist hij de mensen te bemoedigen.

### Overlijden en begrafenis
De uitvaartdienst vond plaats op 2 september 2008 in de Sint-Quintinuskathedraal van Hasselt in de aanwezigheid van de kardinaal, de Belgische bisschoppen en vele priesters van het bisdom. De begrafenisplechtigheid werd rechtstreeks uitgezonden door TV Limburg. 

Tijdens de dienst benadrukte Mgr. Hoogmartens in zijn homilie nog eens hoe geliefd Paul Schruers wel was bij de mensen. "Hij werd de onvermoeibare trekker langs Limburgse wegen. Hij bezocht als goede herder zoveel parochies, scholen en instellingen, met in zijn rugzak het Evangelie, een oprechte aandacht voor wat mensen bekommert en de wil om met hen een stuk van de weg te gaan. Paul vormde velen, bezielde samenkomsten en vergaderingen met zijn verhalen en ervaringen. Hij hielp zoveel mensen."

De bisschop van het bisdom Hasselt las ook het geestelijk testament voor van Schruers: "Van harte dank ik allen met wie ik mocht samenwerken en samenleven. Dankzij ieder van hen ben ik een betere christen geworden. Ik vraag vergiffenis aan wie ik pijn deed. Ik vertrouw alles toe aan Gods barmhartigheid. Mijn diepste wens is dat allen één zijn! Moge Christus in ons midden zijn!"

De overledene werd begraven in de Paastuin van de Priorij van Klaarland te Lozen, Bocholt.

## Publicaties (vertaald in het Duits)
- Die Freude aus dem Glauben , Cura-Verlag 1968
- Kleine Glaubensschule für junge Leute. Ein Wegweiser zu einem engagierten christlichen Leben, 1981, ISBN 3879961298
- Macht die Liebe stark! : Was heißt eigentlich Christ sein in dieser Welt?, Herder Freiburg 1983, ISBN 3451080273
- Freiwerden von Angst. Wege zum inneren Frieden, Neue Stadt Verlag 1986, ISBN 3879961778
- Von Kopf bis Fuß. Biblische Tips für junge Leute, Neue Stadt Verlag 1997, ISBN 3879963231

## Postume publicatie
- 2008 Dorst naar U. Bidden met psalmen, een vertaling van de psalm van het getijdengebed, uitgeverij Halewijn[1]